# Ctenochira nigroventralis
Ctenochira nigroventralis là một loài tò vò trong họ Ichneumonidae.